# 摩爾莊園
《摩爾莊園》是一款由上海淘米网络科技有限公司开发的网页游戏，使用Adobe Flash Player驅動。游戏提供專為兒童設計的虛擬互動社群。其目标用户定位为六至十四岁儿童。代理商台湾淘米表示其游戏风格中性，男女皆宜。
簡體中文版本於2008年3月內測，2008年4月28日正式開放，繁體中文版於2008年12月24日開始營運(於原廠版本間隔為一星期)，每週五都會定期改版（如节日之類的少數時候例外）。
在2015年3月簡體中文版暂停常规更新，繁體中文版則是2015年1月23日最後大規模更新，2015年8月7日恢復小規模更新。除内容停止更新之外，游戏内所有充值和消费服务全部停止。
2019年1月18日，摩尔庄园官方微博宣布游戏企劃重启重新打造摩爾莊園，使用Unity開發手机版。
摩尔庄园手游于2021年6月1日正式发布，大陆地区由雷霆游戏代理，2023年6月1日起，运营权移交回淘米游戏。繁體中文版於2022年7月15日推出，由魔方數位代理。該遊戲還計劃於2023年8月31日由TTHmobi在越南發行。
2025年5月30日，魔方数位宣布摩尔庄园手游将于2025年6月30日停止港澳台地区以及越南的服务。。。

## 游戏背景
在游戏的世界观中，很久以前，摩爾和拉姆們都生活在黑森林裡。生活在地底的摩爾們有善良勤勞之品质，乃天生的建築師。生長在大榕樹上的植物精靈拉姆是摩尔们的好夥伴，他們彼此和谐欢乐地生活著。摩爾王帶領众摩尔在黑森林建立了类似歐洲中古世紀莊園的摩爾莊園。其時，黑森林十分美麗，是个文化交流中心。
摩爾王三世二十八年，黑森林突發大火，野火隨著風勢迅速蔓延，不僅毀壞了摩爾們生活的地洞，而且拉姆們賴以維生的大榕樹也被燒成了灰燼。后来，莊園在黑森林之南重建。王國的代理人是么么公主，自幼父母雙亡，住在摩尔城堡裡。么么繼承了王室，和由瑞琪率領的王國騎士團一起守護莊園。慢慢地，商店街、學校、報社、銀行、遊樂場紛紛被小摩尔建设起来。

## 玩法及特色

遊戲截圖，2010年1月1日於台版摩爾城堡

摩尔庄园在運作模式上，提供專為兒童設計的虛擬互動社區，融合形象裝扮、互動遊戲、寵物養成、虚拟小屋等功能。

#### 形象裝扮
游戏玩家在摩尔庄园这个虛擬遊戲世界中進行角色扮演，化身为小鼹鼠“摩尔”。
摩爾可以裝扮。一個玩家只能操控一個摩爾，由玩家控制的摩爾可以在遊戲中任意變更名稱和皮膚顏色。

#### 任務系統
主線任務：通過主線任務，玩家可以瞭解遊戲中的故事。單擊右上角任務圖標即可打開該系統。主線任務與劇情息息相關，完成主線任務即可完成相應劇情。
活動任務：玩家可以在活動中心參加活動任務。活動任務絕大多數有時限。通過活動，可以獲得物品道具。
支線任務：包括班級、職業任務等，根據任務的不同，每天或每週可以執行一次。

#### PvP系統
當玩家加入騎士職業時，就會解鎖PvP系統。在該遊戲中，PvP系統以回合制卡牌對戰為主，卡牌有水、木、火三種屬性。
對戰時，雙方要先出一張卡牌進行比較，屬性若剋制，則無論大小，剋制的一方贏。若雙方所出卡牌的屬性相同，則比拼雙方卡牌的點數，點數大者贏，若點數相同，則算平局。
當規定卡牌的必需屬性時，有一方未按規則出牌，則算另一方贏。
雙方都未按規則出牌時，也算平局。當一方達成了獲勝條件，遊戲結束。

#### 農田生活
每位摩尔擁有一塊可以耕作及飼養牲畜的農地，和一間可以任意裝飾的房舍。

#### 互動遊戲
玩家可与其他玩家的化身角色進行交流，交流可以发生在庄园的街上，亦可在各自家里。交流的形式有聊天、串門、助人、互贈小禮物等，摩尔们还可以组成“班级”:35。玩家甚至可自行探索出玩法，诸如打水仗、捉迷藏、表演话剧、成语接龙等。

#### 寵物養成
在遊戲的世界中亦可以飼養寵物——植物精靈“拉姆”，如同真實世界一般，玩家必須担负起餵食、清潔、照顧拉姆、使受教育之責任，否則拉姆可能会得病死亡。玩家可通过充值的方式将拉姆升级为“超级拉姆”，从获得在庄园内的一系列特权:69-71。

#### SMC 超级摩尔俱乐部
玩家可操作自己的角色在“超级摩尔俱乐部”中担任不同的职业，诸如向导、警察、记者等等
玩家通过操作自己的化身角色以完成指定的任務，在庄园里“打工”，玩分布在庄园内各处的小遊戲等等，過程中可获與任務或特定動作相應的奖励做為回報，奖励包括了属性值及游戏内的流通貨幣“摩尔豆”等等。摩爾豆可以用來購買摩爾的服裝、房子裡的家飾或是拉姆的食物。在遊戲中有多少可動用的資源，就表明玩家付出了多少的努力。
摩尔庄园禁止玩家间的交易，而只可与官方设立的交易对象交易。

#### 活動
摩尔庄园内有各种特色节日、活动及探险，比如2009年10月的赛车赛事“炫风拉力赛”及2010年4月举行的“食博会”。

#### 特色
摩尔庄园的背景音乐一般使用贝多芬的曲子，有时也用节日歌曲。
游戏还有许多规避成瘾的措施，如每日二十四点服务器会自动关闭，到次日早上六点才重新开放；一日最多只能赚到一万摩尔豆等等。

#### 檢舉
玩家如在莊園遇到「使用不文明暱稱」「使用不文明用語」「索取或透露個人訊息」「使用第三方程序（外掛）」者，可檢舉。一旦檢舉成功，違規者將依照輕重處以封停24小時、48小時、72或96小時，最嚴重將會永久封停。
游戏利用資訊篩檢程式限制玩家對話間對話的內容，例如不可輸入數字以防止个人訊息外洩 、或不能輸入不當的語言。:41-45
世新大学公共關係暨廣告學研究所硕士学位论文中显示，玩家可以将不文明用语拆开分批次发送以逃避审查。

## 游戏开发

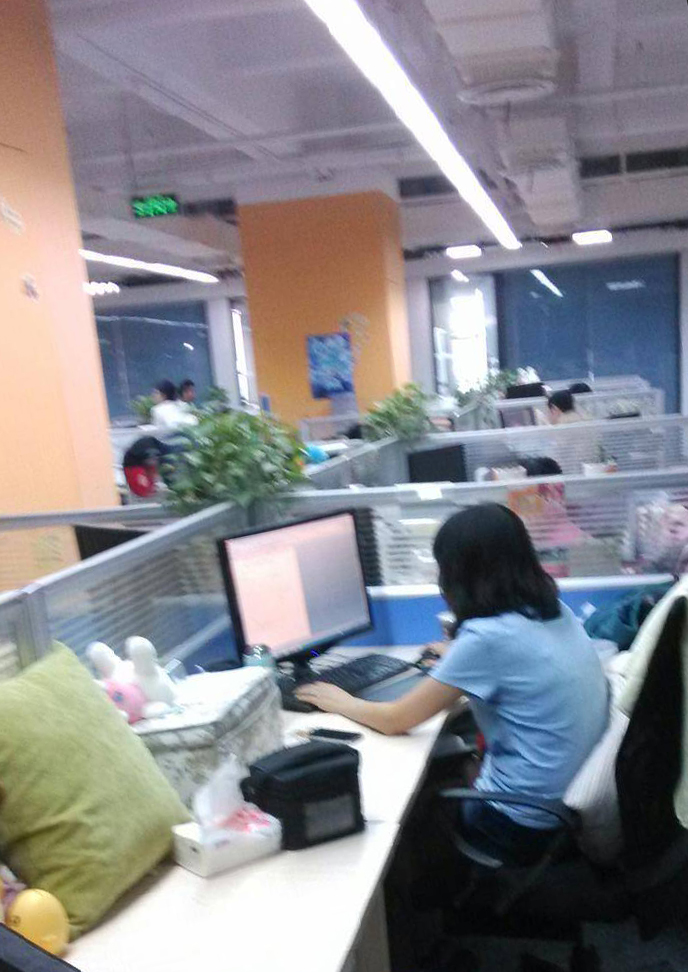
开发摩尔庄园的上海淘米公司之工作环境

最初，上海淘米认为中国大陆儿童互联网产品严重缺乏。汪海兵曾为腾讯QQ宠物项目总监，后来辞职创办上海淘米，并获得彼时已离开腾讯的腾讯联合创始人曾李青及新浪副总裁王滨的天使投资。
上海淘米在开发游戏之初，计划做儿童教育网络社区类型的游戏，名为“水果娃娃”。其设定的目标用户是三到八岁的孩子。
后来，水果娃娃的产品演示完成的同时，学龄前儿童上网者还是很少；并且教育非开发商强项，整个制作团队又乃互联网出身，很难把握一款教育元素偏多的产品。
此时汪海兵犹豫，因他了解到美国儿童网页游戏企鹅俱乐部的火爆程度，遂决定暂时避开八岁以下儿童群体，走“已经成功”的路，以企鵝俱樂部為藍本。
后来成为摩尔庄园最早的策划的水果娃娃主策划郑宙理称，当时他们认为用户群的年龄层应稍微高些，主要应为小学生；因为他们认为小学生学习负担重，更需快乐，社区类游戏较易被他们理解并玩起来，故转而开发摩尔庄园。
摩尔庄园使用Adobe Flash Builder开发，淘米网AS开发总监周海灵称这是由于该软件可提供各类绘图工具，描绘各类矢量元素、人物与场景，并且将设计稿完整地还原到Flash中。
游戏开发人员也经常就项目推进中遇到的问题及需求与Adobe技术团队沟通。
最后，当时目标用户定位于八到十四岁儿童的摩尔庄园上线。在运营期间，目标用户一度变为七至十二岁玩家，最终定为六至十四岁玩家。
上海淘米亦常与儿童玩家交流以改善产品细节，例如摩尔庄园中最初无银行，但有玩家觉得自己的摩尔豆太多而不知如何消费，故增设了此机构。而有了银行后，很多小玩家都会问其家长：“为什么我把钱存银行里，钱会变多，那银行不亏本了吗？”故开发商借由“摩尔银行”向小玩家普及一些简单的金融知识。

## 运营情况

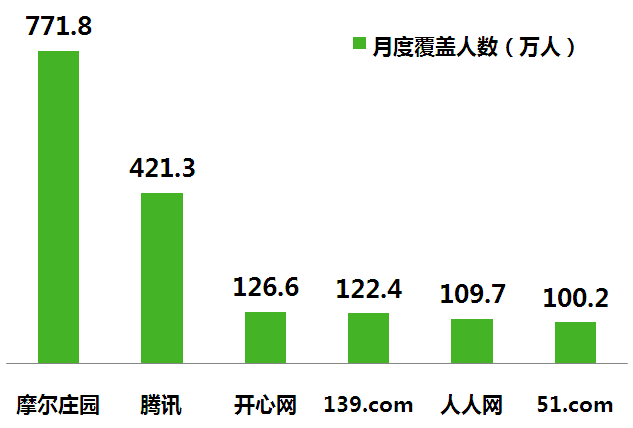
2009年12月当月，中国大陆初中及以下儿童用户社区交友网站月度覆盖人数。

| 地域     | 开发或代理公司 | 译名                  | 运营或代理起始 | 代理終止       | 境内排名 | 全球排名               | 官方網址                              |
| 中國大陸 | 上海淘米       |                       | 2008年4月28日  |                | 18,482   | 102,096                | mole.61.com （页面存档备份，存于）    |
| 港澳台   | 台灣淘米       |                       | 2008年12月24日 |                | 3,877    | 234,970                | mole.61.com.tw （页面存档备份，存于） |
| 越南     | VNG            | Vương Quốc Chuột Chũi | 2011年11月3日  | 2012年12月26日 | 9        | 748                    | moly.zing.vn                          |
| 日本     | So-net         | もぐもぐランド        | 2012年6月6日   | 2013年9月30日  |          | 1,836,996 （最終數據） | www.mole55.jp                         |
| 泰國     | SNS+           | MOLOO แฮปปี้โมลู         | 2012年6月11日  | 2013年5月5日   |          | 2,387,275 （最終數據） | www.moloo.in.th                       |
| 韩国     | TokTokPlus     | 데굴데굴 두두월드     | 2012年5月31日  | 2013年3月28日  |          | 2,242,917 （最終數據） | dd.joyian.com                         |
| 歐洲     | 計畫終止       |                       |                |                |          |                        |                                       |
| 美国     | 計畫終止       |                       |                |                |          |                        |                                       |

### 中国大陆
摩尔庄园是中国大陆首个儿童网页游戏，在开始运营的短时间内就成为了市场占有率第一的儿童网站。
2009年，上海淘米称游戏玩家已有三千万，其中活跃用户一千万。
2009年3月18日 游戏曾一度被谣传要停止运营，上海淘米不得不出面澄清。
2009年6月，游戏又获得启明创投500万美元投资。
2009年8月，摩尔庄园包括实卡与虚卡在内全部点卡月销售收入已接近千万元。
2010年3月末，游戏拥有注册用户五千万，活跃用户数量达到三千万。
2014年11月28日之后，陆版摩尔庄园暂停更新。
2018年12月11日，因多年未更新，合作夥伴4399決定關閉摩爾莊園的4399專區，遊戲一度被登上熱搜要關閉摩爾莊園，上海淘米副總鄭宙理不得不出面澄清。
2019年1月18日，摩尔庄园官方微博宣布游戏企劃重启重新打造摩爾莊園，使用Unity開發手机版
2020年8月18日，雷霆遊戲宣布代理手機版發行及啟動預約，2021年6月1日正式上線。

### 台湾
台版摩爾莊園原由異想數位娛樂股份有限公司代理運營。初期推廣與游戏网站“大玩国”配合，將摩爾莊園發佈於該站，並造成廣大迴響。之後便有許多網站採取此模式配合摩爾莊園推廣知名度，使得摩爾莊園短時間內在台灣迅速竄紅。
台版的摩尔庄园面对的玩家人群较为广大，多玩游戏在称可看到各年龄层次之人群，但大部分还是以二十岁之内的人为主。
而台湾淘米提供的数据显示游戏玩家年龄大部分落在三至十四岁，男女生玩家比例4:6。
摩爾莊園在台灣上市一周年左右就已經擁有四百七十七萬名玩家，並以每日四至五千名新使用者註冊的規模持續成長。
2009年10月及12月，根據ARO創市際對台灣網站所進行的評比調查，摩爾莊園超过近五百個網站，得到「單次造訪停留時間」的第四名及「平均使用時間」的第八名。
2010年1月29日，異想數位娛樂停止代理，由台灣淘米承接台港澳代理營運權，玩家在游戏内的成就及已购买的增值服务等不变。
2015年1月23日，最後大規模更新，8月7日恢復小規模更新。
2022年5月6日，魔方數位宣布代理手機版發行及啟動預約，7月15日正式上線。

## 主題曲
- 摩爾歡樂頌（目前已停用）

作詞：菩提大伯，作曲：淘米音效部，歌：摩摩公主

## 评价与争议

### 玩家反响
摩尔庄园受到小孩玩家的欢迎，世新大学论文称小孩玩家幾乎是一到休息時間，只要手邊有電腦就會即刻登入遊戲，并且会對於可玩遊戲的短暫時光感到幸福而萬分珍惜；除此之外，他們也樂於互相分享各自的遊戲經驗，不吝传授游戏的秘技。
他们会因共同的游戏经验，在现实社会中形成讨论群体。
玩家对游戏的主要参与动机体现在人際因素与遊戲因素上。小玩家对游戏的认识大多受同儕影響，而在游戏中，玩家会为了超过朋友——如在等级与财富上超过——投入大量精力。有的玩家则是因遊戲中的情境氛圍而被游戏吸引；在抽象的层面，他们认为遊戲整體氛围夢幻新鮮，使人感覺輕鬆，抑或單純认为遊戲有趣好玩；而到具體的層面，他们认为遊戲背景音樂好聽、畫質好以及角色的衣服很漂亮。而遊戲中所提供的特別功能或遊戲型態，亦是吸引未成年玩家玩此游戏的關鍵原因之一，這些功能多半给他们提供一些在平日之現實社會中無法達成的體驗，譬如能養虛擬的植物精靈「拉姆」或其他寵物，體驗餐廳經營，或在游戏上自由地购买自己想要之物。有的玩家形容摩爾莊園是個「安全、和諧、健康」的遊戲。有这样的感受除了是受到遊戲中許多的宣傳文案標榜此乃“安全”的遊戲所影響外，也與玩家认为由于網路另一端的人距離遙遠而不會立即對其造成威脅的网络安全認知有關；或者是對游戏所提供的規範与限制放心。:41-45
玩家在游戏中可通过獲勝、獎賞、解謎、體驗、搜集、养成、自我展演等方式获得愉悦感。对于获胜，以摩尔庄园中“黑森林”里的「龍之幻境」卡牌對戰遊戲为例。此为一種類似撲克牌“比大小”的游戏，玩家在不让对手知道的情况下，各自选择该回合欲出的牌，决定好之后双方同时揭晓所选卡牌，以牌面之点数大小决胜负，点数较大者获胜。玩家可选择在“森林练习场”和其他玩家对战，亦可至“龙之幻境”与非玩家角色“龙”和“怪物”对战，必须从等级较低的对手依次挑战到最高级，直到完全胜利为止。整个龙之幻境游戏有明确的规则及循序渐进的晋级制度，玩家在较低难度的挑战中获得某一次的胜利之后，很快又能期待起更高一阶的挑战以及下一次的胜利；随着难度不断的向上提高，游戏的张力亦随之增加，最终获胜时的喜悦感亦会达到极致。有些未成年玩家喜欢挑战型游戏，其中之一的原因即可以在游戏挑战中胜利而开心，并因胜利的喜悦而投入下一次的游戏中；反之，若挑战失败，就会感到难过，甚至不想继续游戏。
此外，愉悦感的来源亦可在于取得游戏所给之奖赏与报酬，在游戏中所获经验值、“摩尔豆”或物品能够带给玩家许多的快感。他们不仅仅以此为乐，更有计划性地选择容易取得报偿的活动来进行，或特别关注游戏商释出的新资讯，且愿意重复这类动作。例如有的孩子玩家为将经验值提高，甚至开了分身账号，利用分身彼此共享遊戲中的資源，比如为了增加經驗值而操作分身輪流贈物品。透過遊戲的賞罰機制中的強化與懲罰，可誘發人們想要達到完美目標的慾望，進而增加游戏黏性。玩家之所以重复投入游戏，是为得到更多的奖赏，而避免被剥夺权益。因此虽然游戏中得胜获赏使玩家愉快，但由于游戏的规则性，包括等级系统的精确与量化表现，让玩家产生的愉悦感到达极点，不知不觉地重复游戏，无论输赢。
除了以上二者比较目标导向的愉悦感来源外，解决困难的过程本身也足以令玩家愉悦。他们认为难度较高的游戏或挑战比简单的更令己开心，因为喜欢花了长时间努力而最终通过关卡的感觉。借此玩家不仅得到检验个人技能的机会，同时亦收获成就感。他们还觉得困难的关卡不由自己亲自通关就“不好玩”，因此选择靠自己而非寻求别人或游戏攻略的协助，甚至觉得由别人代为破關是不对的行为。
除输赢外，摩尔庄园的体验也可提供愉悦感。透过虚拟角色“摩尔”在游戏世界中的行动，玩家得以体验各类与现实生活截然不同的生活方式，并且从中获得愉悦的感觉。有些小玩家为躲避日常生活的煩惱投入游戏，而有的小玩家喜欢玩摩尔庄园则是因为游戏可让他体验日常生活中所办不到的事；诸如享受于游戏中可以做到现实生活中难以办到，甚至是超越人类极限之活动，如躲在“大气泡”里遨游海底世界；在游戏中享受现实社会中成人专属的权利，如开车兜风；及因规避掉现实社会中可能的责任而快乐，如互相打闹等。另外有的孩子玩家则以游戏世界为范本，建构自己在现实社会中无法达成的愿望，同样的愿望也都通过游戏得到满足，诸如一直玩而不用做功课。摩尔庄园中有类似真实社会的架构与规则，却又助小玩家们打破现实生活中对小孩的限制，凭借想像力及虚拟世界助他们逃离日常琐事，体验平日没有的生活。譬如现实社会中多数孩子手中并没有太多可自由支配的货币；但在摩尔庄园中，小玩家们不只拥有取得货币的途径，同时亦有权决定如何运用这些钱，并将游戏中的财产作为同学之间炫耀的主题。有的玩家以交易为乐，比如在游戏中的“半价日”购物、把旧衣卖给服装店的一头擬人化的大布鞋“大头鞋”并讨价还价。
收集的举动也可以让玩家产生愉悦感。在有的时候，小玩家投入于收集的过程是了追求一些传说中的逸品，或别人所没有的稀有物件。例如，游戏中有一个以钓鱼为主题的小游戏，玩家滑动鼠标让游戏中的摩尔钓鱼，并根据所钓到的鱼重量和数量，获取数量不等的报酬；虽然钓到的鱼并没有办法真的保存下来供玩家“收藏”，但是小玩家却对于里面的逸品，即一头永远钓不到的大鱼十分渴望，因此即使游戏本身没有什么难度，小玩家仍然愿意不断重复玩。此外，「絕版品」也是玩家追求的对象。在平日話題里，比同儕擁有更多物品的優越感，乃小玩家持續在遊戲中搜集的一个重要動力。
养成也给玩家带来愉悦。根据世新大学的调查访谈，雖然摩爾才是玩家化身而成的角色，但是大部分接受调查的小朋友卻表達了對於拉姆較大的喜愛，他们表示隨著飼育與長時間相處，与拉姆產生了深厚的感情，而不会对摩尔产生感情。摩爾莊園中的角色除摩爾及拉姆外，真正影響玩家在遊戲中樂趣的是「超級拉姆」，简称“超拉”，它拥有的特权令小玩家嚮往。小玩家对“超拉”的向往大多来源于遊戲商對超級拉姆所做的促销文宣，以及同儕間彼此口耳相傳。而若玩家擁有它，則進而成為其他玩家羨慕的對象。但有的小玩家因为家长不允许或「不夠錢」没有充值购买「超級拉姆」。而当遊戲偶爾让普通玩家也可獲相同的待遇時，小玩家便会格外開心。
自我展演也可以是玩家愉悦感的来源，通过独一无二的昵称、对角色与家园的装扮与对规则的挑战可以获得。摩尔的形象本身是中性的，只有通过装扮具有不同性别特征的服饰，才可体现出性别的差异。而且女生追求可愛、多彩又花俏的新衣服，男孩追求的則是具有價值的絕版服饰。对自己的角色完成装扮后还可以去“靓靓屋”公開展示給其他玩家看並獲得評價，变相得到在他人面前展现自我的機會。有時摩爾的服飾對於小玩家而言乃榮耀的象徵，这是因为特定的服饰要通过特定的任务才可获得。此外玩家通过打点家园，接受他人“投鲜花”或“丢泥巴”的评价，以获得人气。至于对规则的挑战，则体现在為了雞毛蒜皮的小事，甚至只为好玩，部分未成年玩家通过一些方式逃避資訊篩檢机制成功骂出脏话。这些人在遊戲中受到束縛，於是藉由罵粗口這樣的行為，表达對规范的反抗，并進一步得到愉悅感。並沒有甚麼新仇舊恨和前因後果，單純因受到了規範，就以罵粗口來做為對規則的挑戰，从而展示孩子們的權利與主體性，反抗來自成人的管控，这样的举动本身對部分玩家而言“充滿樂趣”。
虽代理商台湾淘米表示其游戏风格中性，男女皆宜，但有的玩家认为摩爾莊園乃「女孩子玩的遊戲」，甚至有的男性玩家因此转而玩另一款上海淘米开发的游戏赛尔号:41-45。在2010年2月，陆版摩尔庄园中女性玩家比例超过60%。

### 社会评价
中国少年先锋队工作学会《少年儿童研究》认为，摩尔庄园因能满足儿童体验、交往、学习、减压等媒介使用需求，所以获较积极的评价。此外它积极宣传儿童绿色上网理念，利于儿童社会化，并充分迎合儿童个性需求。
新浪游戏认为摩尔庄园满足《中国青少年网络协会绿色游戏评定标准》中综合评定条件所述，认为此游戏适合全年龄段，可初步认定作绿色游戏。游戏媒体网站多玩游戏对摩尔庄园的评测认为，此游戏如“尘世间的一块净土，不仅是对于孩子们，也是成年玩家们心灵的最后一片净土”，称小玩家能借此开发脑筋，成年人能在此寻找童真。
艾瑞网认为摩尔庄园这一产品的出现成功地填补中国大陆儿童社区交友市场空白，并称它因防沉迷策略以及被引入武汉小学教材而得到社会及家庭认可。曾投资摩尔庄园的启明创投在2009年对于这次投资表示“非常得意”，认为这是“近来”投得最成功的案例。
但中国移动通信研究院张为民称，在工作日登陆摩尔庄园，因玩家在线人数少，游戏运行还在用户体验度承受范围内。可一到周六晚上大量学生玩家写完作业开始涌入摩尔庄园时，游戏速度如同“乌龟爬”了，尤其在场景转换之时用户体验度很差。
世新大学论文称，对于摩尔庄园提供的虚拟社交网络，玩家大多选择将现实社群延伸到网络上，在网上加的好友一般不会深交，或仅成为游戏战略的一项工具，通过好友来完成游戏中某项目标，目标达成后，这些“好友”便失去存在的意义。游戏中还有一种交友方式，即以彼此等级高低或是所拥有的资本来做为游戏中交友的筛选标准。对于等级较低的玩家而言，结交等级高的玩家有助于破解游戏中的难题；但对于等级较高的玩家来讲，程度较低者的不停发问干扰了自己的游戏步调，也成为其不愉悦感的来源，所以他们忙于排除游戏中的干扰源。因此无论等级高低，小玩家皆只想和等级相近或等级较高的玩家做朋友。这样独特的交友生态使游戏提供的交友网络僅成為小玩家们的遊戲工具，沒有如遊戲公司所預期，成為各地孩子們交流的平台及属于小孩的社交網站，小玩家亦較難從遊戲虛擬社区的互動中得到太多樂趣。
除此之外，有的玩家频繁更换游戏昵称，而游戏没有相关机制——诸如备注名——帮助别的玩家辨认更名者，会导致别的玩家认错人造成误会。
中国中央电视台指责摩尔庄园鼓动儿童为游戏道具花钱买充值点卡。上海淘米对“超级拉姆”这项增值收费服务之定价为每月十元人民币，但在某购物网站上，卖家给出只需要每月二至三元人民币的最低价格；故《北京晚报》认为在有关游戏之负面报道中，运营商“从孩子们的口袋里掏钱”的行为被强烈地质疑。
有的未成年玩家的家长称该游戏会使小玩家耗费大量时间，影响学习。接受《IT时报》采访的李姓家长称，她将游戏作为对孩子完成作业的奖励，孩子却因此将写功课当作完成任务，只想速去玩游戏，作业质量无从保证。她还称：
|  | 一天最多赚1万个摩尔豆，看似是一种限制，其实很难赚，玩一个游戏才赚160个摩尔豆，我也要花两三个小时才能赚到1万个，像我儿子这样八九岁的小孩子得花多少时间啊！ |

此外《IT时报》声称此类儿童社交网站早已沦为“网游”。
游戏运营的第二年裡，因在彼时所具有的影响力，摩尔庄园被中國大陆媒體指為造成兒童網癮的主要元兇之一。少年研究中心研究员杨守健认为游戏反沉迷系统效果不好。
2009年8月27日中国中央电视台《朝闻天下》栏目更是認為這款網路遊戲是「兒童版的开心网」，并呼籲家長減少孩子對網路遊戲的依賴性。被央视节目指责的当日下午，百度贴吧“朝闻天下吧”就被部分未成年遊戲受眾爆吧，表达对新闻报道的不满并充斥过激言辞。
在事件中开发商上海淘米公司被网络编辑“拉夏”指为爆吧者，但《南方都市报》记者查证后称确为玩家所为。此后中国中央电视台新闻节目《东方时空》及少儿节目《新闻袋袋裤》再度批评游戏，前者之贴吧因站方关闭发帖功能而未发生爆吧，后者之贴吧则被爆吧。爆吧直至次月初才结束。事件发生后，曾公开反对摩尔庄园写入武汉小学教材的戒网瘾专家陶宏开撰文称：
|  | 小玩家爆吧时字里行间所表现出来的暴力和恶俗程度，很难令人相信这会是出自儿童的内心世界，让人心神不宁……若再不及时加以改进，其不良表现也必然会从虚拟的网络空间转移到现实生活中来。 |

当年10月21日，汕头电视台《五日谈》节目主持人称网游存在合法，只要不存在色情与暴力，则别人无权干涉其经营。而《创业家》杂志认为“儿童版开心网”乃“荒唐并且错误的标签”。次年央视《新闻联播》也以淘米公司为正面典型报道了未成年人家长监护工程。

## 游戏延伸

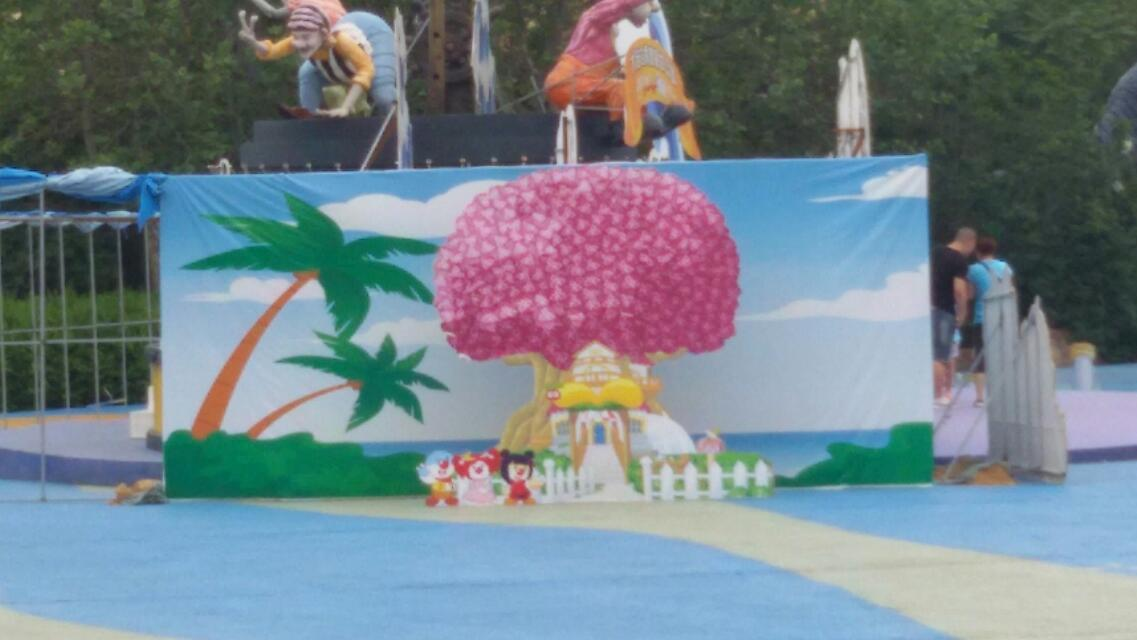
大连老虎滩海洋公园内的摩乐乐、么么公主、丫丽

摩爾莊園點卡鋪貨面積廣泛，在中国大陸各小學附近的攤販處均可購買到。
除了摩尔庄园游戏本身，上海淘米还开发了一系列以摩尔这一形象为主题的游戏，诸如网页游戏摩尔勇士、摩尔斗斗、摩尔庄园2，以及同名手机应用等等。此外，上海淘米还推出《摩尔庄园》系列电视动画、网络动画以及两部动画电影。
在中国大陆及台湾皆有《摩尔庄园》舞台剧上演。游戏还有诸多线下活动及空间，诸如江苏常州太湖湾环球动漫嬉戏谷内的“摩尔庄园”以及台湾云林县剑湖山世界内的“摩尔庄园主题玩乐馆”。
此外，摩尔庄园的官方授权周边产品包括了文具、玩具、出版品、生活用品、食品等。
小玩家们亦发掘了许多周边乐趣，诸如“开店”给其他“摩尔”搭配服装，根据游戏之情节来进行同人创作，以及自制电子杂志等等。除了官方提供的讨论场所外，未成年玩家还自建网站与论坛供玩家之间互相交流，网站团队内部还有明确分工。摩尔庄园曾经被作为儿童上网之正面教材而广为宣传。在2009年3月，湖北武汉市九年义务教育《综合实践活动·信息技术》教科书引入摩尔庄园游戏，供武汉市所有小学四年级学生在上电脑课时使用，由老师教小学生如何注册、登录及操作该游戏，但此举引发从事戒网瘾工作的陶宏开等人反对。

## 条目附注

### 条目注释
1. ↑  截至2017年4月，陆版游戏最近一期《摩尔时报》在2015年2月6日发表。運營商对停止常规更新亦无正式表态。
2. 1 2  陆版与台版统计数据截止至2014年7月29日；其余截止至2012年7月17日。
3. ↑  所謂分身账号，就是一位玩家擁有多個帳號，除了一個主要玩的帳號外，其餘皆為特定目的而暫時存在，平常並不常使用的帳號[76]。
4. ↑  在遊戲中的商店已不再販賣的商品，是为絕版品[19]:64。